# Куяллек
Куяллек (гренл. Kommune Kujalleq) — одна из пяти коммун Гренландии. Самая южная, самая маленькая по населению и территории из них. Куяллек граничит лишь с одной коммуной — Сермерсооком.

## Население
Население — 7417 человек (2012), проживающих на территории 32 тыс. км². Из них 3100 человек проживает в административном центре городе Какорток. Транспортное сообщение осуществляется по морю Arctic Umiaq Line, а также по воздуху через аэропорт Нарсарсуак, который является узловым и откуда осуществляется вертолётное сообщение с другими городами коммуны.

## География и климат
Побережье коммуны изрезано фьордами.
Горы выше 2000 метров над уровнем моря: Паатусок (2488 м), Тинингнерток (2291 м), Налумасорток (2045 м) и Кетил (2010 м). В Куяллеке в долине Киннгуа расположен единственный в Гренландии естественный лес.
Климат в коммуне наиболее тёплый в Гренландии, среднегодовая температура на побережье выше 0°C. Южная точка коммуны находится на широте Санкт-Петербурга, но лето из-за влияния ледников значительно прохладнее, зима, наоборот, теплее, из-за Гольфстрима.

## Административное устройство

### Города
- Какорток
- Нанорталик
- Нарсак

### Поселения
- Аллуитсуп-Паа
- Кассимиут
- Нарсарсуак
- Кассиарсук
- Игалику
- Тасисуак
- Ааппилаток
- Нарсак-Куяллек
- Аммассивик
- Саарлок